# La muchacha de las bragas de oro
La muchacha de las bragas de oro es una coproducción hispano-venezolana de 1979 dirigida por Vicente Aranda e interpretada por Victoria Abril y Lautaro Murúa en los papeles principales. Está basada en la novela homónima de Juan Marsé.

## Sinopsis
Verano de 1976. Luis Forest (Lautaro Murúa) es un escritor con un pasado político falangista, que vive aislado en Sitges, un pueblo de la costa catalana, escribiendo sus memorias (en realidad reescribiéndolas y adaptando su biografía a los nuevos tiempos), y pensando sobre su fracasado matrimonio. Su hermana (Hilda Vera) está preocupada por él y decide enviar a su hija Mariana (Victoria Abril) para saber cómo se encuentra. Mariana llega al pueblo y sacude el estable mundo de Luis con su personalidad libre y desinhibida. Pronto comienza un juego de seducción que termina por desenmascarar el juego intelectual de Luis.

## Reparto
- Lautaro Murúa como Luis Forest.
- Victoria Abril como Mariana.
- Hilda Vera como Madre de Mariana.
- Perla Vonasek como Elmyr.
- Pep Munné como joven Luis Forest.
- José María Lana como José María Tey.
- Isabel Mestres como Soledad.
- Raquel Evans como Mari.
- Consuelo de Nieva como Tecla.
- Palmiro Aranda como Médico de la ciudad.
- Carlos Lucena como Jardinero.
- David Durán como David.
- Mercé Sans como Hermana de Luis Forest.

## Producción
La película fue rodada en Sitges y Barcelona, Cataluña,  España. 